# ミシガン大学

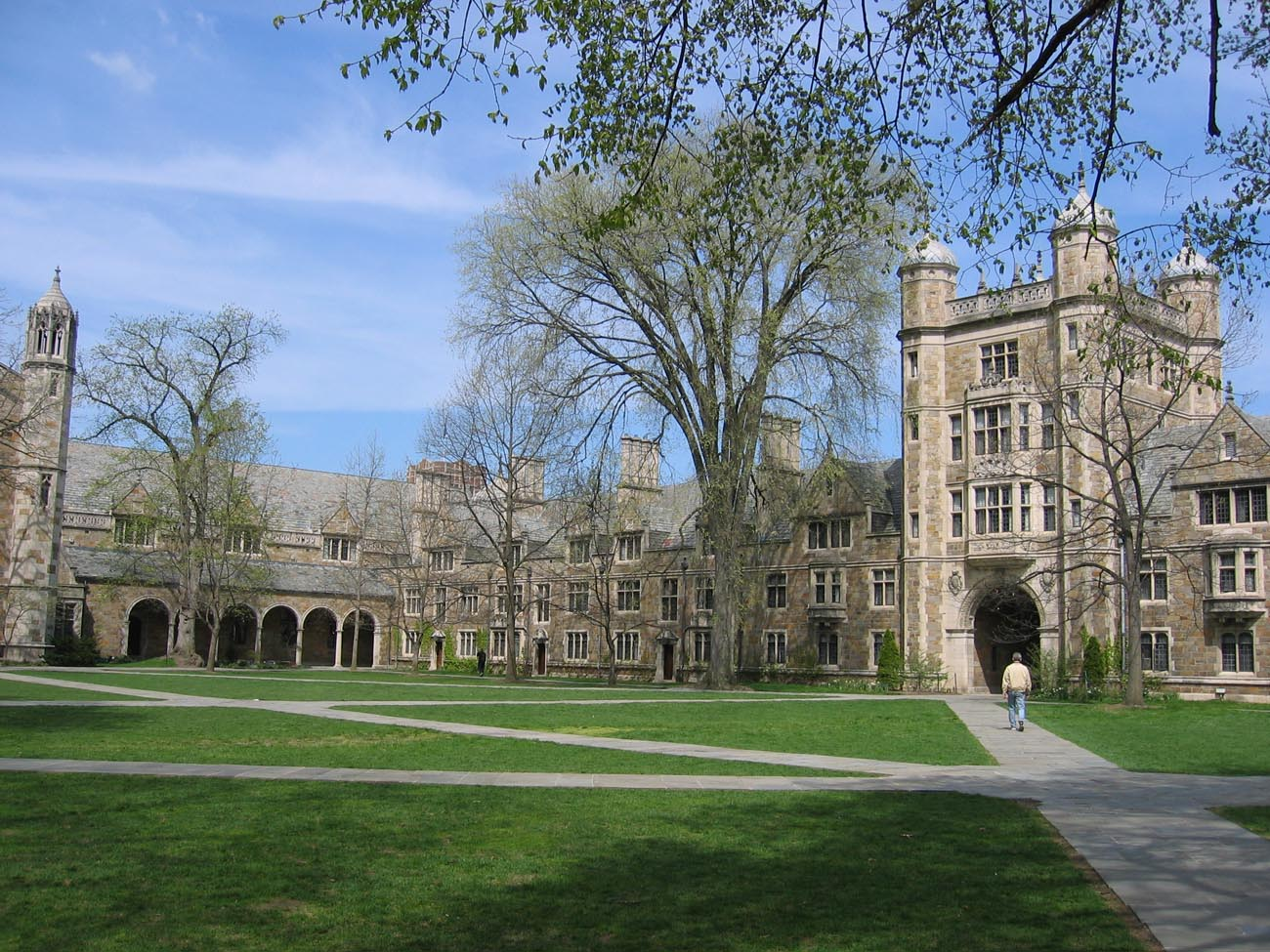

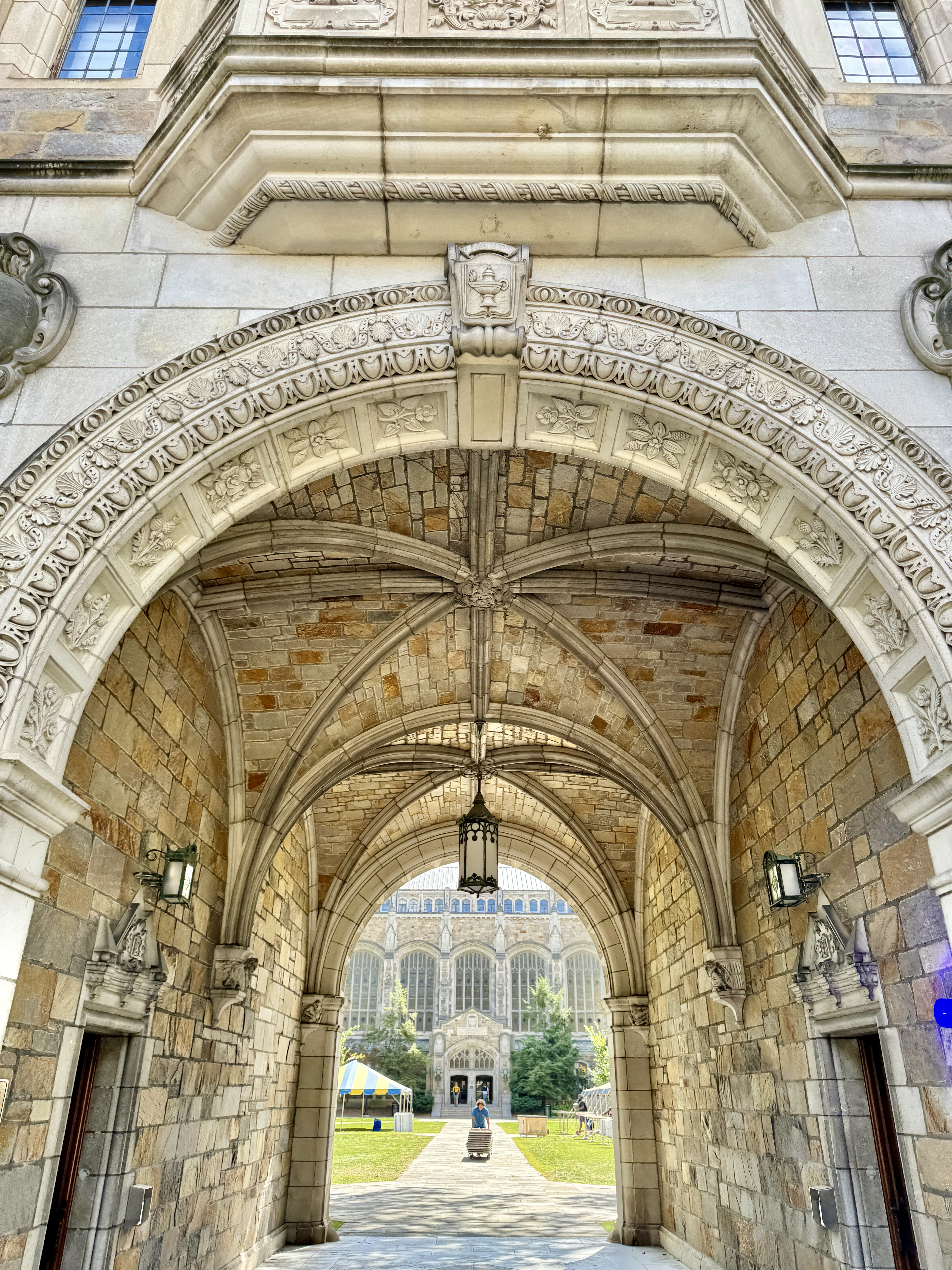
ミシガン大学ロースクール(Michigan Law)

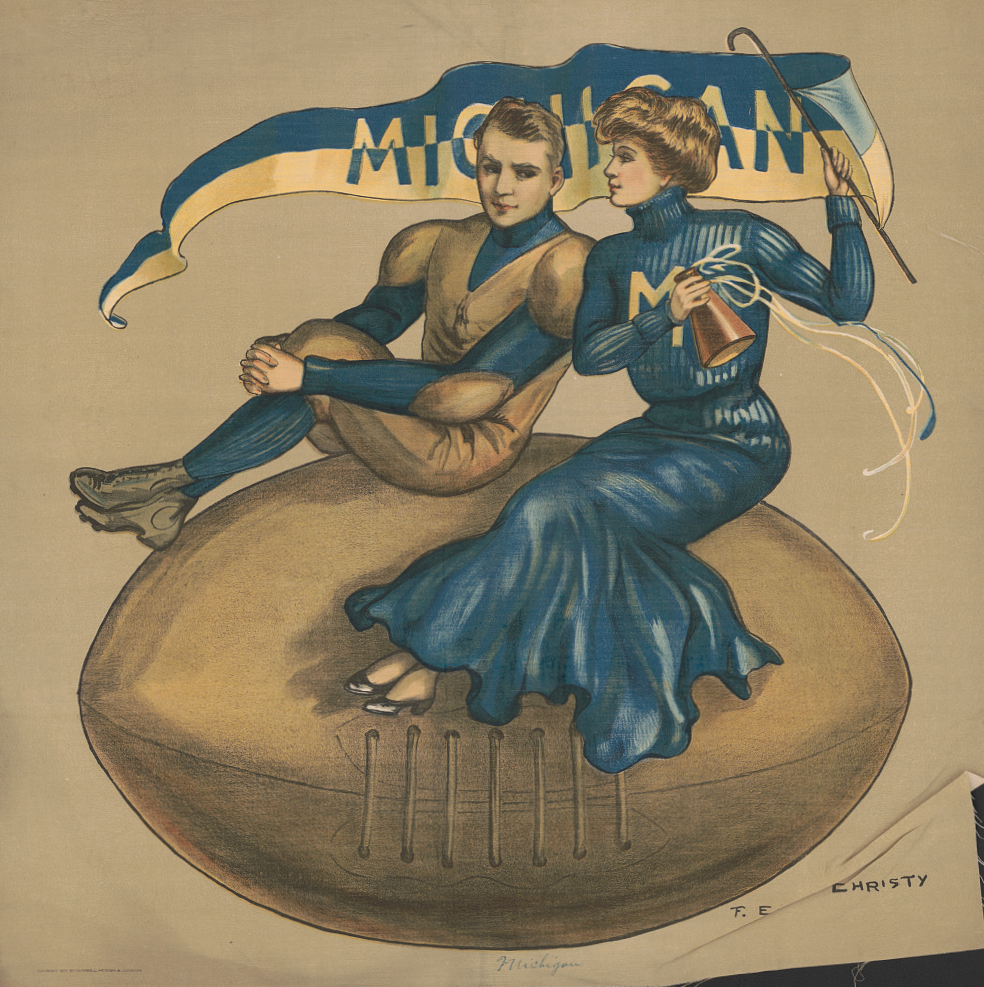
20世紀初頭のミシガン大学の学生生活を描いた絵葉書。F. Earl Christy作。

ミシガン大学（ミシガンだいがく、英: University of Michigan）は、アメリカ合衆国ミシガン州アナーバー (Ann Arbor) に本拠地を置く州立大学。カリフォルニア、ウィスコンシンなどの州立大学と並ぶ全米有数の州立総合大学として、とくに建築学・経営学などの専門職大学院で高い評価を受ける。

## 概要
1817年にデトロイトで准州の立法によって創設されたが、1821年現在の名称となり、ミシガンが正式の州となった際に現在地に移った。1852年に学長となったタッパン（Henry P. Tappan）によってドイツの大学をモデルとする学問水準の高い大学づくりが進められ、現在では教養学部から建築・教育・経営・歯学・工学などの学部に加えて、情報学・社会事業学・医学・公衆政策学などの専門職大学院 (professional school）を有する。
伝統的にアジア地域研究が重視されており、図書館の和書蔵書数は全米トップクラスとされる。フリント（1956年設立）およびディアボーン（1959年設立）に分校をもつ。
アナーバーの本校を中心に4〜5万名の学生が在籍しており、学部課程の合格率は近年17〜18％で推移する。USニューズ誌のアメリカ大学ランキングでは、国内総合で第21位、公立大学としては第3位、ビジネス・プログラムでは第4位の評価を受ける。THE世界大学ランキングでは、アメリカ国内で第24位、世界全体で第23位。
著名な卒業生に、第38代大統領ジェラルド・R・フォード、Google共同創業者ラリー・ペイジ、競泳選手マイケル・フェルプス、劇作家のアーサー・ミラーなどがいる。また、同大学が毎月公表するミシガン大学消費者信頼感指数は景況感を表す指数として市場関係者に広く用いられる。
後述のとおりカレッジスポーツでは多くの競技で強豪校である。校訓は "Artes, Scientia, Veritas"（芸術・知識・真実）。
同州イーストランシング市にあるミシガン州立大学（Michigan State University）は、ミシガン大学より後に創立され、ミシガン大学とは異なる由来を持つ別の組織。

## 学問分野
ミシガン大学アナーバー校はカリフォルニア大学バークレー校などと共に、米国トップの名門州立大学として全米で高い評価を得ている研究機関型総合大学である。世界での評価も極めて高く、どの様な世界大学ランキングでも概ね20位前後に位置される。特に社会科学分野における実績は目覚ましく、人工知能分野、言語学、政治学、心理学、社会学等の先駆的研究は、米国内のみならず世界の学会に大きな影響を及ぼしている。例えば、当大学サーベイリサーチセンターによって毎月発表されるミシガン大学消費者信頼感指数は、米国の主要な経済指標のひとつになっている。更に、米国の医療、コンピュータサイエンス・工学の分野における発展にも多大な貢献を続けている。
1935年に卒業したジェラルド・フォードは、アメリカ合衆国の第38代大統領である。1955年には、ポリオワクチンの開発に成功。また、宇宙飛行士も輩出しており、ジェミニ4号（1965年打ち上げ）とアポロ15号（1971年打ち上げ）は、乗員のすべてがミシガン大学または同大学院で学位を取得した宇宙飛行士であった。近年ではGoogle共同創業者のラリー・ペイジが著名な卒業生の筆頭として挙げられる。これまでに26名のノーベル賞受賞者を輩出している。US NEWS誌のランキングでは、同校の200以上にわたるプログラムのうち、70%が全米ベスト10、90%がベスト20に入る高い評価を得ている（詳細はランキング項を参照）。州立大学中ではカリフォルニア大学ロサンゼルス校（UCLA）、UCバークレー、ジョージア工科大学、バージニア大学に次ぐ合格率の低さで、Princeton Review誌の合格難易度指数では97（最高99）と州立大学中第4位の難関とされている。（1位:UCLA/ 2位:UCバークレー、バージニア大学）同校の一年次入学生の平均GPA（評定）は3.72 （4.00 を満点とする）、高校在学時の成績が上位1割に属していた学生が全体の92%を占める。25%が全米共通テストSATにおいて1,400点以上を有しており、これは名門私立大学アイビーリーグ8校それぞれの上位25%の新入生の平均である1,430点に匹敵する。
教育の質が高く評価されている同校ではあるが、規模の大きさや学費の高さが多くの学生にとって悩みの種であるという問題が存在する。例えば、The Princeton Review誌によると、同校はTA（大学生の上級生や大学院生）による授業の割合が全米で7番目に高い大学とされており、十分な意欲がなければ学業面などにおいて満足のゆくサポートが受けられないことが多い。また授業料も私立の名門大学に匹敵するほどの額であり、学部によって差異はあるものの州外出身者の年間の授業料は48,000USドルに達する。（州内出身者は15,000USドル前後）。

## キャンパス

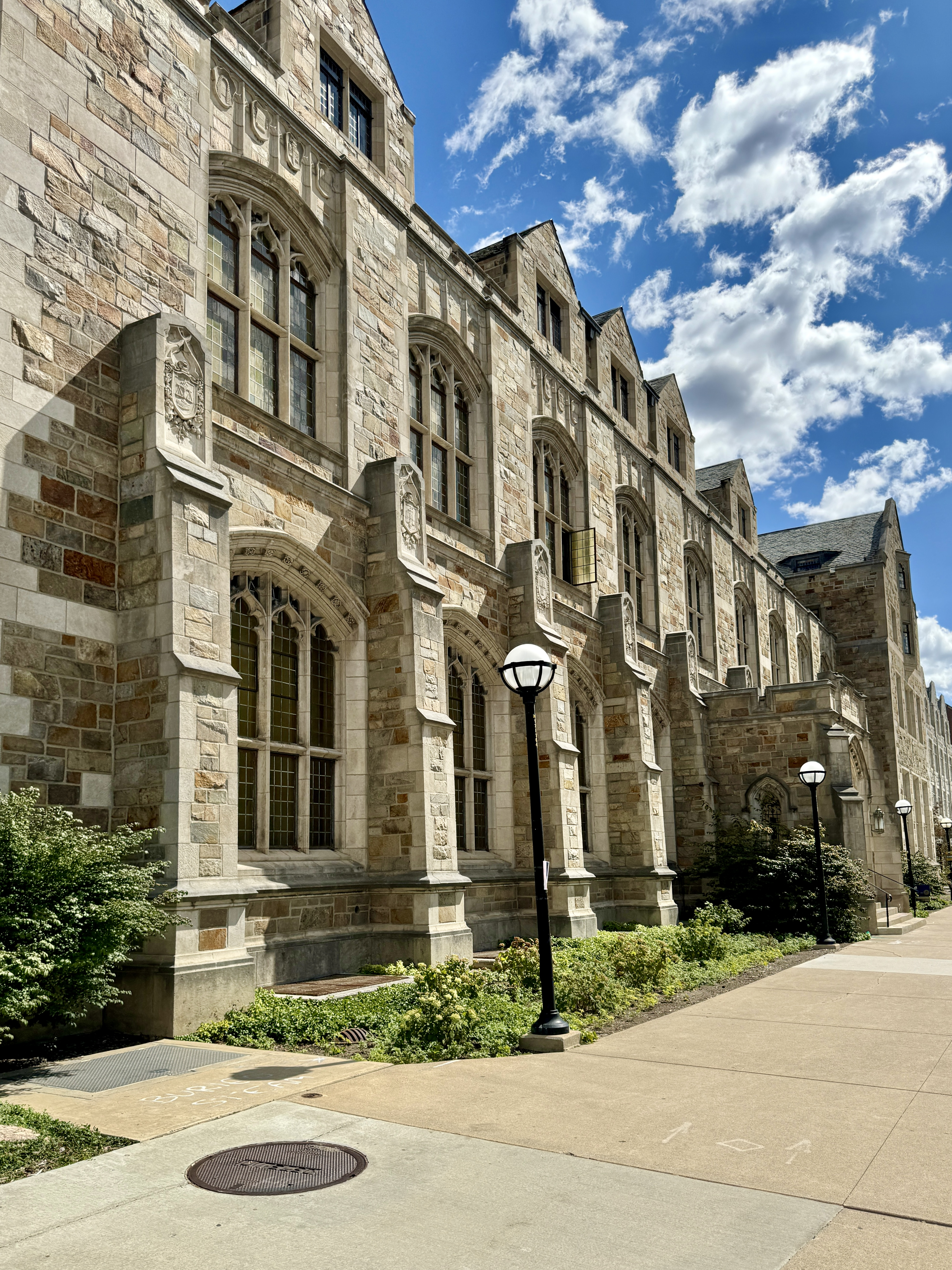
ハッチンズホール

ミシガン大学アナーバー校は、主に、ノース・キャンパス、セントラル・キャンパス、ロス・アスレティック・キャンパス、メディカル・センター、イースト・メディカル・キャンパスの5つのキャンパスに分かれており、総敷地面積は3km2ほどである。これらのエリア間は、ブルー・バスと呼ばれる大学運営の無料バスにより行き来できる。大多数の学生はセントラル・キャンパスとノース・キャンパスにて授業を受け、ロス・アスレティック・キャンパスとメディカル・センターは実質的なセントラル・キャンパスの一部、イースト・メディカル・キャンパスは実質的なノース・キャンパスの一部として捉えられている。
US News誌の評価によると、アナーバーは全米でも屈指の住みやすい街とされている。近年再開発が進むデトロイト近郊に位置し、治安や雇用環境が良好であることに加えヒューロン川沿いを中心とした自然環境も豊かであることがその評判に寄与しているが、街の中核を占めるミシガン大学は街の発展に大きな影響を及ぼしていると言える。

### セントラル・キャンパス
セントラル・キャンパスは、アナーバーの中心部、ダウンタウンの東側に位置している。セントラル・キャンパスは、ミシガン大学のアナーバーにおける発祥の地であり、1841年に同校がアナーバーに移設された時から存在する。アナーバー市とミシガン大学は共に発展したため、大学とダウンタウンとのはっきりとした境界はなく、一部では、街と大学の施設が混在している。ビジネス・スクール（経営大学院）、ロー・スクール（法科大学院）、メディカル・スクール（医学大学院）などの多くの大学院やプロフェッショナル・スクールが、このセントラル・キャンパスを本拠としている。キャンパスの中心には、学生の多く集まる「ダイアグ」と呼ばれる広場があり、様々なイベントや学生の活動が毎日のように催されている。

### ノース・キャンパス
ノース・キャンパスは、セントラル・キャンパスの北東に新しく作られたキャンパスである。歴史が古く趣のある建物が多いセントラル・キャンパスとは対照的に、ノース・キャンパスには、緑に包まれた広大な敷地の中に近代的な建物が立ち並んでいる。主に、工学部と芸術系の学科が使用しており、そのほか、学部生、大学院生のための寮やアパートもある。飲食店や遊技場が周辺に一切存在しないため、授業がない日は閑散とする。

### ロス・アスレティック・キャンパス
ロス・アスレティック・キャンパスは、主に、ミシガン・スタジアムや、クライスラー・アリーナ、ヨースト・アイスアリーナなどのスポーツ施設がある。

### メディカル・センター
メディカル・センターはノース・キャンパスとセントラル・キャンパスの間にある、医療機関が立ち並ぶエリアのことを指す。

### イースト・メディカル・キャンパス
イースト・メディカル・キャンパスはノース・キャンパスからさらに北東に進んだ先に飛び地として存在する。放射線科、精神科、老人科などの医療機関及び研究施設がある。

### ミシガン大学バイオロジカル・ステーション
ミシガン大学バイオロジカル・ステーションはロウアー半島北端のシボイガン郡のダグラス湖の南岸にある北方広葉樹林である。水はけの良い土壌ではブナ属・カエデ属、ヤマナラシ属、コナラ属、マツ属、湿潤な土壌ではトウヒ属、モミ属、シダーの森林があり、一帯の湿地には沼地、フェン、沼および多数の湖がある。1979年にユネスコの生物圏保護区に指定された。
このサイトはシュガー島、アッパー半島最東部、ビーバー島、リーラノー半島などを含む「オブタワイング生物圏保護区」に拡大・改名する計画がある。

## ランキング

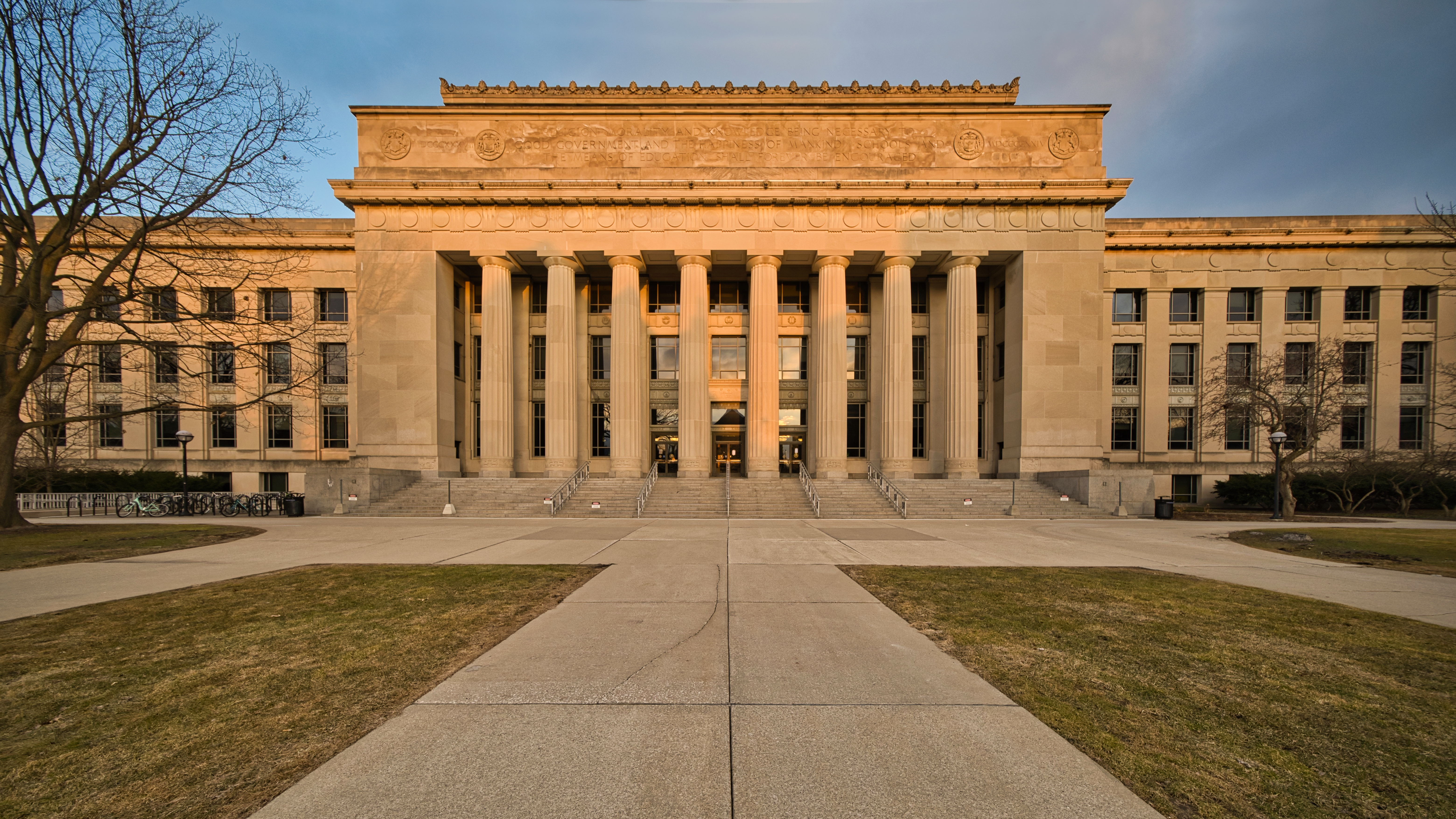
メインキャンパスに位置するAngell Hall、教養学部、文学部、理学部等を置く同校の主要機関の内の一つ

### 主要世界大学ランキング
- THE世界大学ランキング: 第24位（2022年度）[18]
- QS世界大学ランキング: 第23位（2022年度）[19]
- 世界大学学術ランキング: 第26位（2021年度）[20]
- CWUR世界大学ランキング: 第22位（2022年度）[21]
- Forbes世界大学ランキング: 第22位（2021年度）[22]
- US News世界大学ランキング: 第19位（2021年度）[23]

### U.S.News & World Report大学ランキング
- 世界大学ランキング: 第17位（2018年度）[24]
- 全米大学総合ランキング：第28位（2018年度）[25]
- 全米州立大学ランキング: 第4位（2018年度）

US NEWS主要研究課程ランキング(2019)
- 工学: 第4位
  - 原子力工学: 第1位
  - IE: 第2位
  - 環境工学: 第3位
  - 機械工学: 第5位
  - 航空宇宙工学: 第5位
  - 計算機工学: 第6位
  - 電気工学: 第7位
  - 土木工学: 第7位
  - 医用生体工学: 第9位
  - 化学工学: 第11位
- 計算機科学: 第11位
- 物理学: 第13位
- 化学: 第15位
- 生物学: 第23位
- 数学: 第12位
- 統計学: 第12位
- 経済学: 第12位
- 政治学: 第4位
- 英語学: 第8位
- 歴史学: 第6位
- 心理学: 第3位
- 社会学: 第1位
- 社会福祉学: 第1位
- 地球科学: 第10位
- 図書館情報学: 第5位
- 看護学: 第8位
- 薬学: 第3位
- 純粋芸術: 第20位

#### 専門大学院
- 経営学大学院(MBA): 第7位
- 公共政策大学院: 第5位
- 医科大学院: 第15位（研究部門）/ 第7位（一次医療部門）
- 法科大学院: 第8位
- 教育学大学院: 第14位
- 公衆衛生大学院: 第4位
- 臨床心理大学院: 第16位
- 社会福祉大学院: 第1位

## スポーツ
ミシガン大学のスポーツチームは「ウルヴァリンズ」（Wolverines）と呼ばれている。Wolverineとは「クズリ」（クロアナグマ）の意味で、ミシガン州を別名「クズリの州」（Wolverine State）と呼ぶことからこの名がついている。

### アメリカンフットボール
同校はアメフトの名門チームを有することで知られる。同校はこれまで通算849勝（2005年12月29日現在）を挙げ、勝利数・勝率の両方において全米1位である。
セントラル・キャンパスの南方には全米で最大かつ世界で3番目に大きいスタジアムである「ミシガン・スタジアム（ビッグ・ハウス）」を有し、1試合当たりの観客動員数は110,000人を超える。ミシガン大学の学生はシーズン開始数ヶ月前に学生セクション専用のチケットを購入し、秋学期にはおよそ隔週で同スタジアムにスポーツ観戦に出かける光景が見られる。
同校のフットボールチーム応援歌は"Hail to the Victors"である。ゲーム開始時の入場行進をはじめ、チームが得点を挙げたとき、勝利したときにミシガン・マーチングバンドが曲を演奏し、ミシガン大学のファンが一丸となって歌うことが恒例である。同校の応援は、"Go Blue!"と叫ぶのが基本形である（青は同校のスクールカラーの一つで、ユニフォームも青が基調となっていることに由来する）。また、同校は特定のマスコットを持たない。
2021年度にはトップ25ランキング圏外からの快進撃を続け、プレイオフ（年明けに行われるトップ4間で争われる決勝トーナメント）に全米2位のチームとして進出を果たした。1997年以来となる全米制覇が期待されたが、強豪校ジョージア大学の前に敗れ実質的な最終ランキングは3位となった。2023年度では全米王者となった。
ミシガン大学の学生はシーズンが始まる前の春にU-M AthleticsのWebサイトから学生セクションのチケットを学生価格で購入することが可能である。シーズンチケットと呼ばれ、シーズン中におよそ隔週で行われるホームでの試合のチケットを全て購入することになる。一試合だけ観戦したい場合は他の学生から購入する又は譲り受けることが多いが、転売価格は高騰しがちであるため注意が必要である。
その他逸話等
- 1902年に第1回ローズボウルでスタンフォード大学に49-0で勝利した。
- 同校の実力は安定しており、1989年から2004年までの15年間、毎年最終ランキングにおいて25位以内を確保してきた（しかし2005年はアラモボウルでネブラスカ大学コーンハスカーズに32-28で敗れ、最終ランキングにおいてはトップ25圏外に転落している）
- フットボール激戦区のひとつであるビッグ・テン・カンファレンスに所属し、ミシガン州立大学スパルタンズやノートルダム大学ファイティング・アイリッシュ、そして特にミシガン州に隣接するオハイオ州の強豪校であるオハイオ州立大学バックアイズとは熾烈なライバル関係が存在する。同カンファレンスには、その他にもペンシルベニア州立大学ニタニー・ライオンズや、ウィスコンシン大学バッジャーズなど実力校が揃い、勝ち抜くのは困難である。
- 最近の全米優勝は2024年1月。その前は1997年で、守備選手としては史上初のハイズマン賞（最優秀選手賞）を受賞したチャールズ・ウッドソン（元レイダース、パッカーズ）を擁し、ローズボウルでワシントン州立大学クーガーズを21-16で破った。
- 2007年9月1日、当時全米フットボールランキング5位にランクされていたミシガン大学ウルバリンズが、シーズン初戦でディビジョンAAのアパラチアン州立大学マウンテイナーズに32-34で敗れるという事態が起こった。アパラチアン州立大は、本来ならばミシガン大の属するディビジョン1-Aより一つ下の区割りに属すため、試合前は誰もがミシガン大の勝利を疑わなかった。しかしながら、ゲームが始まるや否や、アパラチアン州立大は強豪ウルバリンズのプレッシャーをも感じさせない気迫のプレーを見せ、試合中盤には一時7-14とリード許す場面もあった。そして互いにタッチダウンを奪い奪われながら進み、32-31で迎えた最終クォーター残り27秒で、アパラチアン州立大にフィールドゴールを決められ、史上稀に見る番狂わせを喫した。
- 公式の応援歌ではないものの、"en:Mr._Brightside"など一部のポップソングがハーフタイムにBGMとして流された際は、数万人規模の合唱が見られる。

### アイスホッケー
同校はカレッジアイスホッケーの名門としても知られる。2013年からアイスホッケー激戦区のひとつであるビッグ・テン・カンファレンスに所属し、アメリカンフットボール同様長年のライバルであるミシガン州立大学スパルタンズをはじめとしてノートルダム大学ファイティング・アイリッシュなどと熾烈な試合を繰り広げている。同校は全米選手権の優勝を歴代最多の９回、フローズン・フォー（ベスト4）進出についても歴代最多の25回を果たしており、1991年から2012年までは歴代最長の22回連続全米選手権出場を果たしている。
2010年には、ビッグ・チルとして知られるミシガン州立大学との試合にて、アイスホッケー観客動員数のギネス記録となる11万3,000人を超える観客をミシガン・スタジアムに集めた。同時に、ミシガン・スタジアムでの観客動員記録も更新した。
ホームアリーナは5800人を収容するヨースト・アイスアリーナ。

### その他
そのほか、女子ソフトボールなどで全米チャンピオンの実績があるなど、強豪として知られている。
太陽光をエネルギーとする研究も早くから取り組んでおり、1990年から1993年にかけてソーラーカーレースで活躍した。
激戦を勝ち抜きソーラーエネルギーーの可能性を実証した彼らの活躍は今でも語り継がれている。

## 学生生活
ミシガン大学を擁する街アナーバーはアメリカの中では有数の治安が良い街であり、深夜に女性が一人でランニングをしている姿や小学生が複数人で出歩いている姿も見られる。ただ、車の窃盗事件などは頻発しているため注意は必要である。
一年生の間は寮に住む学生がほとんどであるが、入寮は任意である。区画ごとにHouseの名前がついており、House内で交流を深めるためのイベントも定期的に開催される。寮の雰囲気は学生や、上級生の監視役であるアドバイザーによるところが大きいため場所によってカルチャーは大きく異なる。
学生は徒歩あるいはBlue Busと呼ばれる青いバスに乗り、キャンパス内を移動する。セントラル・キャンパス内は基本的に徒歩でめぐることができるが、ノース・キャンパスまでは距離があるためバスを使ってキャンパス間を移動する学生がほとんどである。
講義の合間には勉強したり、食事を摂ったりして過ごす学生が多い。カフェやレストランが多い商店街（ダウンタウン・アナーバーと呼ばれる）は非常に賑わい、また勉学に励む学生が多いため図書館や大学の施設で空席を見つけることは困難である。ビュッフェ形式の大学の食堂であるダイニング・ホールも正午や午後7時前後には非常に混雑する。忙しい合間に運動に励む学生も少なくなく、大学に3ヶ所存在するジムは午後には混雑する。
授業が終わった後はクラブ活動、アルバイト、レストラン・クラブ・バーでの友人との食事、パーティー、勉強などに時間を割く人が多い。オフ・キャンパスと呼ばれる大学周辺の一軒家が多く立つ地域では数多くのfraternityが金曜日や週末にパーティーを開催し、深夜まで音楽が鳴り止まないことがある。Fraternity開催のパーティーは招待制であることが多い。

### 学期制度
学期についてミシガン大学は三学期制を採用しており、秋学期、冬学期、春夏学期に三分される。
授業によっては一つの学期を前半と後半に2分割し、前半あるいは後半のみで授業を行う教授や講師もいる。

#### 秋学期
8月末から12月中旬にかけての学期。
日本の大学における入学式に相当するCommencement Ceremonyが8月末又は9月の初頭に行われる。アメリカにおける新学期であり、フットボール・シーズンと重なることも影響しアナーバー中心部に最も活気が見られる学期である。9月は比較的暑さが残るものの、10月以降は急激に冷え込み始める。10月中旬にFall Study Break、11月末にThanksgiving Breakの連休がある。Thanksgiving休暇中はアメリカ人学生は地元に帰省する人がほとんどである。12月中旬より冬休みが始まるが、試験終了後多くの学生はアナーバーを去り、街は閑散とする。

#### 冬学期
1月初頭から4月下旬にかけての学期。学期中は10℃〜−15℃の気温になることが多く、気温や天候の変化も激しい（6月になるまで暖かい気候には落ち着かない）。吹雪や積雪がある場合でも基本的に授業は中止にならず、吹雪の中でも学生が通学している姿が見られる。連休としては、2月末から９連休のSpring Study Breakが存在する。

#### 春・夏学期
5月初頭から8月下旬にかけての学期。
この期間は一般的に夏季休暇とされ、多くの学生は冬学期中に申し込んだインターンシップや研究に参加したり、地元に帰省してパートタイムで働いたりボランティア活動に参加したりする期間となる。学生によってはアナーバーに居残り、大学で授業を受け単位を取得する、あるいは（入門レベルの授業に限るが、学費を抑えるため）近くのWashtenaw Community Collegeに通うなどの選択肢も存在する。外国からの留学生は、ビザの条件上この期間に授業を取る必要はない。
大学では主に需要が高い一部の授業のみ行われ、一部の学生は授業を受けるため夏季も学費を支払いアナーバーに滞在する。この学期においては、大学の教職員の夏季休暇のため前半の「春学期」に2倍のペースで授業が行われる場合が多い。なお、ビジネススクール等においては6月から始まることの多いインターンシップに配慮し、5月中に約３〜４倍のペースで授業を行うこともある。
また、大学の学生寮も一つのみ営業（2022年現在）。学生寮は部屋数が限られている上に滞在費を節約することが困難であるため、夏季のみの賃貸契約を結んで滞在する学生も多数見られる。
春と夏の間は道路工事が多く、また学生が少ないためか少々治安が悪化する傾向にある。アナーバーは比較的治安が良い街とされているが、2023年の夏には何度か発砲事件が発生した。

### 科目登録
冬学期の科目(授業)登録は11月〜12月、秋学期や春・夏学期の科目登録は3〜4月に行われる（注：学部や年度によって異なる）。授業を自分の登録予定リストに入れる行為をbackpacking、実際の授業への登録をcourse registrationと呼び、各々の学生が卒業に向けて計画を立て、自分が来学期に受ける授業を選択する。大学に所属している学生には電子メールで案内が届く。基本的には自分が所属する学部の授業を登録することになるが、授業によってはoverrideを許可しているものもある。例えば、一部の授業に限ってはCollege of Literature, Science, and the Arts学部の学生が芸術学部やビジネススクールの授業を取ることも可能である。科目登録は現在履修した単位数が多ければ多いほど早くなり（日付は個人の履修登録のWebサイトから確認可能）、上級生は下級生に比べて有利に科目登録を進めることが可能である。授業の定員を登録人数が超えた場合はWaitlistに登録され、現在登録している学生がその授業をdropすることを待つ（所謂キャンセル待ち）の状態となる。Waitlist入りしたままの状態では単位が取れないため、学生は講義に出席しながら登録枠に空きが出るのを待つか、講師が枠を追加するのを待つか、諦めてdropする必要がある。
授業の数が非常に多いため、大学は授業の評判や過去の学期の学生の成績分布の閲覧、そして模擬スケジュールの作成が可能なAtlasというツールを提供しており非常に多くの学生が利用している。
なお、日本を含む外国からの留学生はビザの要件上単位数や履修可能なリモート授業の単位数に制限があるため、International Centerのガイドも参照しながら授業を選択することが望まれる。

### 授業の進め方
学期開始直前になると大学が採用している学習管理システムCanvas上においてシラバスや授業の情報が閲覧できるようになる。一部の講師は、大学電子メールを用いて最初の授業日などの連絡をする。一部授業においては独自のWebサイトを開発し、課題の提出や資料の配布に使用しているケースも見られるが、Canvas上で行われることがほとんどである。課題の提出には前述のCanvasや課題提出にアメリカで普及しているGradescopeという課題提出・採点システムが用いられる。履修人数が多い授業においては、教授やTA・IA・GSIへの質問の手段としてPiazzaというQ&A管理サイトが使われることも多い。また、数学の授業におけるWeBWork、コンピューターサイエンスの授業におけるAutograderなど学科ごとに採点や課題の配布を効率化するための工夫が見られる。授業のプレゼン資料・スライドの配布には大学が関係者に無料で提供するGoogle Driveのサービスが利用されることも多い。

### 学生が利用可能なサービス
ミシガン大学は学生に様々な学習ツールへの無料のアクセスを提供している。例としてはGoogle Drive・Gmailなどを含んだパッケージであるGoogle Suite、Adobeのソフトウェア、Microsoft Office 365（Word・PowerPoint・Excel）などの有料プランが学生や教職員は大学に関係する目的に限り自由に利用できる。

### 医療
ミシガン大学の学生は大学のクリニックであるUHS(University Health Service)や地元のクリニックにかかりつけ医を指定することが多い。UHSは基本的な診断やワクチン、眼科、精神科、そして薬局などをキャンパス中心部に構えている。さらに、ミシガン大学医学部病院は豊富な種類の医療サービスを提供しており、緊急時や何かの治療が必要になった際は、キャンパス内に存在する最新設備が整った大規模な総合病院や歯科等で医療サービスを受けることが可能である。医療費については、正規留学生や交換留学生は原則として大学が指定した留学生向けの健康保険への加入が義務付けられ、全額補償されているもの以外は基本的に診療を受けるたびに約$20の自己負担額が発生する（2024年現在）。また、ミシガン大学医学部では日本語が堪能なかかりつけ医が医療を提供しているプログラムもある（ミシガン大学ヘルスシステム日本家庭健康プログラム）。

### 買い物
ミシガン大学の学生は車などを使って近隣のスーパーマーケットに食料を調達しに出かけることが多い。セントラル・キャンパス沿いの商店街にもgrocery storeや八百屋、服屋などは点在するが、市の外れの商店と比べて商品の値段は高い傾向にある。アナーバー市の南端にはショッピングモールのBriarwood Mallが存在するが、インターネット通販の台頭により以前より利用する人は少なくなっている。また、市内を通過する大通りであるWashtenaw Avenueから隣町のYpsilantiに向かう途中には大規模な駐車場を備えたスーパーマーケットや本屋などがあり、そちらに買い物に出かける学生も見られる。ミシガン大学の学生は大学が運営するMaize & Blue Cupboardと呼ばれる地元のスーパーなどからの寄付を集めた食料品店で、無料で食料を調達することが可能である。在庫こそ限られているが、開店時間は節約志向の学生で店舗前には順番待ちの行列が見られる。また、Amazonや小売大手Walmartなどのインターネット通販を利用する学生も多く、市内には商品の返品や一時預かりなどに対応するAmazonハブも設置されている。

## 主要大学施設等

### 広場

#### The Diag
ミシガン大学アナーバー校の中心とも言える広場Diagは自然豊かな広場であり、Hatcher Graduate Libraryのエントランスや、夜にはライトアップされる星条旗がシンボルである。昼間には多くの学生が往来し、道沿いの芝生においてはハンモックでくつろぐ学生やフリスビーなどで遊ぶ学生が散見される。

#### Engineering Diag
ノース・キャンパスの中心となる広場である。工学部の建物やDuderstadt Centerなどのノース・キャンパス主要施設に囲まれ、平日の昼間には主に工学部の学生が行き来する姿が見られる。

### 図書館

#### Shapiro Undergraduate Library
多くの学生が勉強場所として利用する図書館である。コロナ明けの23年には平日の24時間営業を再開し、昼夜問わず多数の学生で賑わっている。一階にはカフェやインフォメーション・デスク、会話しながら勉強ができるスペースが存在し、書架はその他の階（地下1階〜4階）にある。

#### Hatcher Graduate Library
2つの書架を要する建物Hatcher Library North・Hatcher Library SouthとThe Diagに面するReading Roomを擁する建物が連結している。書架の建物は階数が多く、セントラルキャンパス内で最も高層な大学施設のうちの一つである。

#### Duderstadt Center (Art, Architecture, and Engineering Library)
平日と週末に24時間営業をしており、平日の昼は工学部や建築学部の学生で混雑する。地下には3Dプリンターやレーザーカッターを利用できるfabrication center、1回には映画撮影用のスタジオ、音声スタジオ、そして数多くのVRゴーグルが設置されているXR Labなどが構えられている。2階にはグループで勉強する際に利用できる大画面のモニターが多数設置された学習スペースが設置されている。

### 公共施設

#### Michigan Union
非常に伝統のある建築物のMichigan Unionは、学生の学習ラウンジや飲食店、Tech Shop、チケット売り場など多くの機能を有する複合施設となっている。ミシガン大学で最古から存在する建物の一つであり、古くから学生生活の中心となってきた象徴的な建物である。1階と地下1階には飲食店と学習スペースがあり、昼夜問わず非常に多くの学生で賑わう。

#### Michigan League
セントラル・キャンパスの象徴であるベルタワーの麓に立つ、Michigan Unionと並んで古くからの歴史がある建物である。1階にはカフェが存在し、2階などのイベントスペースでは多くのイベントが日々開催される。

#### Pierpont Commons
ノース・キャンパスで唯一の商業複合施設であり、平日の昼間のみ飲食店や本屋、Tech Shop、銀行の支店などが運営されている。ノース・キャンパスの飲食店はほぼPierpont Commons内にしか見られないため、平日の昼間は食事を摂ることを目的とした工学部の大学生で賑わう。

#### Angell Hall
Mason HallとTisch Hallと一体化しているこの施設においては、日々多数の授業が行われる。South State Streetに面するエントランスにはギリシャ建築が取り入れられている。

#### Palmer Commons
CCTC（ミシガン大学の中心となるバス停）から北に向かって歩くと生命科学の研究室が多く存在するLife Sciences Complexが立ち並ぶ大歩道橋に入るが、その末端に立つ6階建ての建物である。学習スペースや多くのイベントが開催される大広間などを備え、教室やオフィスなども入っている。建物の裏には高い煙突が象徴的なミシガン大学の発電所があり、6階からは道路を挟んだPalmer FieldとMosher-Jordan Hall寮の景色が見られる。

### 学部・学科

#### Ross Business School
オレンジ色の建物がキャンパス内でも特別な存在感を誇るビジネス・スクールである。エグゼクティブ用のホテルやカフェなども建物内に組み込まれており、実際に内装もホテルによったものが多い。地上４階、地下１階の建物であり、地下1階・地上階・2階に関しては外部の人間でも学習スペースなどを利用することが可能だが、その他の階は原則としてビジネススクールの学生証をスキャナーに提示することが要求される。ビジネススクールの授業や、多くの講演イベントやネットワーキングイベントも開催される。1階にはデリとカフェがあり、食事を摂っている学生も多く見られる。

#### Law School
石造りの建物が象徴的な法学部の建物は、内部（ダイニングホールや図書館含む）は原則として法学部の学生のみが利用可能となっている。一般に解放されているReading Roomでは、多くの学生が自学自習に励む姿が見られる。

#### LSA Building
Michigan Unionの隣に立つ、レンガとガラスが象徴的な建物である。建物内では主にCollege of Literature, Sciences, and the Arts（教養学部）の学生向けのサービスが提供されている。建物の裏口付近にはミシガン大学の中でも有名なシンボルである回転する立方体の像"The Cube"がある。

#### Chemistry Building
セントラル・キャンパス最大のバス停Central Campus Transit Centerに面するレンガ造りが象徴的な建物である。内部には理系学生の学習スペースScience Learning Centerや、学内有数の大講義室があり、化学以外の分野の講義にも用いられる。バス停に近く、The Diagにも面することから日々多くの学生が一階を通過し、平日の昼間は多くの学生で賑わっている。

### バス停留所
アナーバー市内では主に2つのバスの路線が利用できる。Blue Busはキャンパス内のバス停を周回する大学が運営するシャトルバスであり、乗車券の確認無しで乗車が可能である。AATAは隣町のYpsilantiやアナーバーの周辺含む地域にわたって路線を展開する民間バスであり、ミシガン大学アナーバー校の学生は学生証（M-Card）をスワイプすることで無料で乗車が可能である。
Blue Busの路線や現在地はM-Busなどのアプリを使って確認する学生が多く、AATAのバスの現在地はGoogle Mapから確認が可能である（2024年現在）。

#### Central Campus Transit Center
Blue BusやAATAのバスが停留する、ミシガン大学内で最も乗車可能なバス路線数が多いバス停である。Central Campus Classroom BuildingやChemistry Building、Museum of Natural Historyなどの大学主要施設に囲まれ、非常に多くの学生や教職員の往来が見られる交通機関の要所となっている。

##### Blake Transit Center
キャンパス中心地から少し東に離れた市街地のバス停である。Detroit (Wayne) Metropolitan Airportとアナーバーを往復する有料シャトルバスMichigan Flyerやその他の観光バス、そしてAATAのバスの停留所である。ミシガン大学アナーバー校の学生が自身の車やタクシー、配車サービスを利用せずに市街地へと足を運ぶ際はBlake Transit Center経由で市外へと移動することが多い。道路を挟んだ向かい側にはアナーバーの市立図書館であるAnn Arbor District Libraryがある。

### 公園

#### Nichol's Arboretum
ミシガン大学医学部病院とMary Markley Hall寮の横に隣接し、Huron Riverに沿って大きな森林が保全されている。遊歩道は地元住民にも人気であり、昼間は多くの学生やアナーバー市民が森林散策や日光浴をしている姿が見られる。入場料は無料であり、日の出から日没まで開園している。

### ベルタワー
ミシガン大学のベルタワーは、全米でも有数の鍵盤数を誇る。

## 日本人留学生
ミシガン大学における一番最初の日本人留学生グループは1870年代で、その中でも最も有名なのは、のちに東大総長、文部大臣となった外山正一である。1871年に留学した外山は、学費・生活費が他の東部の大学などに比べて安く、自分の政府支給金で3人の日本人が学べるという理由からミシガン大学を選んだ。1887年には、のちに日本興業銀行総裁となった小野英二郎がミシガン大学大学院に入り、経済学を学んだ。1890年にミシガンに来た南方熊楠によると、当時ミシガン大学の日本人留学生は20人ほどおり、その後30、40人に増えたという。その中には粕谷義三、岡崎邦輔、川田鷹（川田甕江長男）、杉山三郊（川田甕江の娘婿）、三好太郎（子爵三好重臣長男）、福田友作、佐藤虎次郎などがいた。
2022年現在、日本から入学した留学生は一学年ごとに数人見られる程度である。

## 著名な卒業生
- ジェラルド・R・フォード - 第38代アメリカ合衆国大統領。
- アーサー・ミラー - 劇作家。トニー賞・ピューリッツァー賞受賞。代表作は『セールスマンの死』。
- スタンリー・コーエン - ノーベル生理学・医学賞。アメリカ合衆国の生物学者。
- マーシャル・ニーレンバーグ - ノーベル生理学・医学賞。アメリカ合衆国の遺伝子・生物学者。
- トーマス・ハックル・ウェーラー - ノーベル生理学・医学賞。ウイルス学者。ポリオウイルスの試験管内での培養法を考案。
- ジェローム・カール - ノーベル化学賞。ミシガン大学で博士号を取得。
- ステファン・スメイル - 数学者。フィールズ賞・ヴェブレン賞・ウルフ賞を受賞。
- クロード・E・シャノン - 電気工学者、数学者。情報理論の創始者。
- リチャード・スモーリー - ノーベル化学賞。天文学者・化学者。レーザー分光学の分野における先駆者。
- サミュエル・ティン - ノーベル物理学賞。ジェイプサイ中間子を発見。
- H. デビッド・ポリツァー - ノーベル物理学賞。アメリカ合衆国の理論物理学者。
- 篠田義明 - 早稲田大学名誉教授
- クリスティーン・ラーティ - 女優。
- マイク・ケリー - ミュージシャンとしても活動した現代美術家。
- シド・マイヤー - ゲームデザイナー。
- クレイトン・リチャード - MLB（シカゴ・カブス）でプレーするプロ野球選手。
- トム・ブレイディ - NFL・元ニューイングランド・ペイトリオッツ、現タンパベイ・バッカニアーズのクォーターバック。
- J・J・マッカーシー - アメリカンフットボールのクォーターバック。
- マイケル・フェルプス - オリンピック・世界水泳選手権金メダリスト。オリンピック1大会で計8個の金メダルを獲得し前人未到の記録を樹立。
- ティファニー・ポーター - 陸上競技選手、2010年までアメリカ代表、以降イギリス代表。薬学博士号を取得。
- ジョー・ウォーレン - レスリング選手、総合格闘家。
- ラリー・ペイジ - Google の共同創立者。2011年4月4日付で最高経営責任者(CEO)に就任。
- トニー・ファデル - iPod を共同開発したコンピューター技術者。
- ジェイ・ウォーリー・ヒギンズ - アメリカ空軍軍人、後に鉄道愛好者として日本に永住。
- ラウル・ワレンバーグ - スウェーデンの外交官、実業家。第二次世界大戦末期のハンガリーで、迫害されていたユダヤ人の救出に尽力。
- セオドア・カジンスキー - 数学者。「ユナボマー」として知られる爆弾魔。1978年5月から1995年にかけて爆発物を送りつけ、3人を殺した。博士課程修了。
- エドガー・F・コッド - 情報工学者。リレーショナル・データベースの理論に多大な貢献をし、1981年にチューリング賞を受賞。
- H・H・ホームズ - 19世紀末のシカゴで、シカゴ万国博覧会に合わせ多数を殺害したとされる連続殺人犯。
- アニー・ラウダ - インターネットセレブリティ
- 坂西志保 - 大学院卒Ph.D.取得、学者、評論家、警察育英会理事長、国家公安委員会委員など。
- 小野英二郎 - 日本興業銀行 第4代総裁。オノ・ヨーコの祖父。
- 本田謙 - 実業家、フリークアウト・ホールディングス創業者。
- 伊東眞幸 - 元浜銀総合研究所社長、神戸大学リサーチフェロー。
- 粕谷義三 - 政治家。第22・23代衆議院議長。
- 外山正一 - 東京大学総長。文学修士。
- 青木倫太郎 - 会計学者、経営学者　関西学院大学名誉教授。
- 浅野孝 - 環境工学者、カリフォルニア大学デービス校名誉教授。ストックホルム水賞受賞。
- 新井和広 - 歴史学者、慶應義塾大学教授。
- 一條和生 - 経営学者、一橋大学名誉教授。IMD教授。経営大学院博士課程修了。
- 江夏由樹 - 中国史学者、一橋大学名誉教授。
- 大久保敏弘 - 経済学者、慶應義塾大学教授。
- 竹内幹 - 経済学者、一橋大学准教授。
- 榊原英資 - 大蔵省財務官、経済学者、早稲田大学教授。博士課程修了。
- 田中章 - 環境学者、東京都市大学教授。
- 寺田賢二郎 - 計算科学者、東北大学教授、元日本計算工学会会長。博士課程修了。
- 遠山亮子 - 経営学者、中央大学教授。博士課程修了。
- 中原徹 - 弁護士、大阪府教育委員会教育長。
- 中野雅至 - 神戸学院大学教授。
- 山口智美 - 文化人類学者、モンタナ州立大学社会学・人類学部准教授。
- 長谷川祐弘 - 国際連合事務総長特別代表
- 萬行英二 - 経済学者、名古屋大学教授。
- 山本吉宣 - 政治学者、東京大学教授、青山学院大学教授。フルブライト留学生。
- 大泉博子 - 政治家、衆議院議員。